# Patara
Koordinaten: 36° 15′ 37″ N, 29° 18′ 51″ O
Patara (altgriechisch Πάταρα (n. pl.), unter ptolemäischer Herrschaft auch unter dem Namen Arsinoë; hetitisch Patara, lykisch 𐊓𐊗𐊗𐊀𐊕 Pttara) war eine antike Stadt an der Mittelmeerküste Lykiens in der heutigen Türkei. Sie liegt nahe der Mündung des antiken Flusses Xanthos, des heutigen Flusses Eşen Çayı, beim heutigen Dorf Gelemiş im Landkreis Kaş der Provinz Antalya.

## Bedeutung
Patara galt als eine der wichtigsten Städte Lykiens und der bedeutendste Hafen dieser Landschaft. Unter dem Namen Pttara war die Stadt wohl eine lykische Gründung, auch wenn eine spätere griechische Tradition sie auf Pataros, einen Sohn Apollons, zurückführte. Apollon Patroos hatte in Patara einen Kult mit Orakel. Sein Bildnis prägte Patara in hellenistischer Zeit auch auf Münzen.

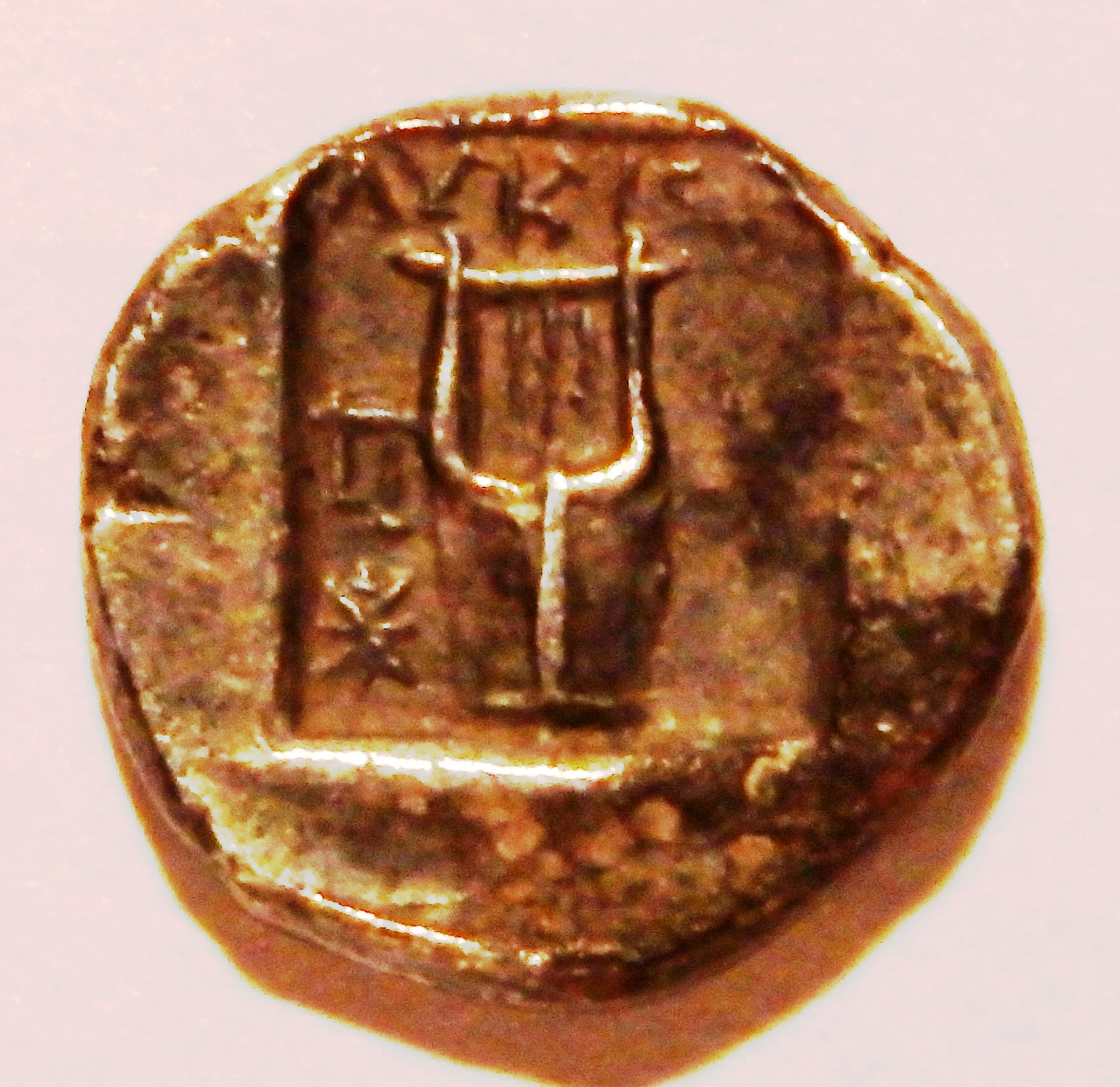
Drachme aus Patara mit Lyra, ca. 167–110 v. Chr. geprägt

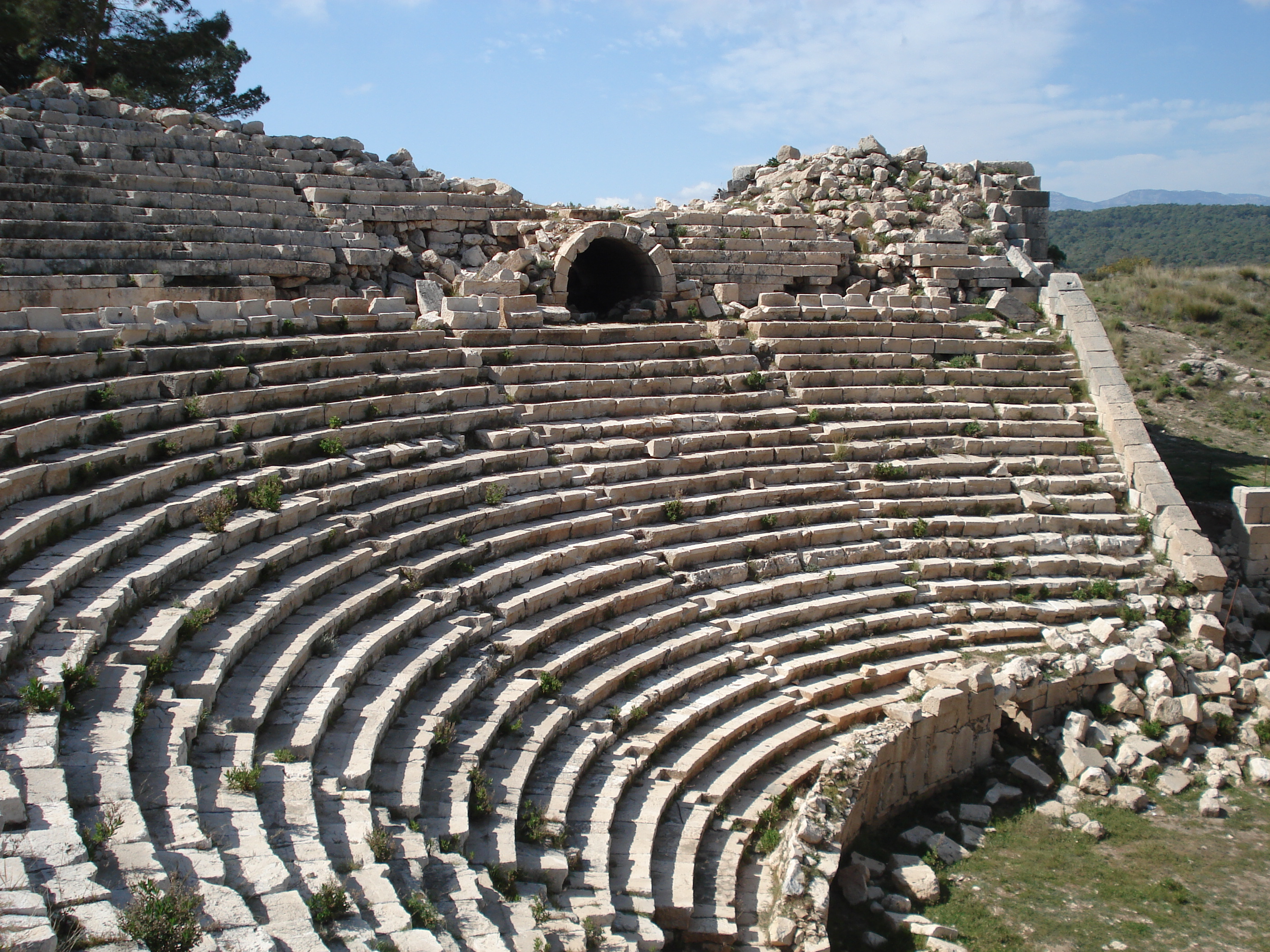
Römisches Theater in Patara

## Geschichte
Kleinfunde belegen eine prähistorische Besiedlung des späteren Patara schon für die Zeit des Chalkolithicum und der frühen Bronzezeit. Sie blieb im Wesentlichen auf den Tepecik beschränkt, den Hügel im Nordosten des inneren Hafens. Architekturreste auf dem Tepecik datieren in das 7. Jahrhundert v. Chr.
Seit Alexander dem Großen gehörte Patara zum Einflussbereich der hellenistischen Reiche und war eine wichtige Marinebasis in den Diadochenkriegen. Ptolemaios II. benannte es zeitweise in Arsinoe um.
Artemidoros, überliefert bei Strabon, zählt Patara zu den sechs bedeutendsten Städten des lykischen Bundes. In römischer Zeit nahm Patara eine führende Stellung in Lykien ein. Es war Hauptstadt der Provinz Lycia und ein Sitz des Statthalters der Provinz Lycia et Pamphylia. Im 3. Jahrhundert n. Chr. war die Stadt Archiprophet und zweifacher Neokoros des lykischen Bundes, wenngleich nicht klar ist, auf welche Kulte sich diese Titel beziehen.
Der Apostel Paulus verweilte im Verlauf seiner dritten Missionsreise (53–58 n. Chr.) in Patara. Der Apostelgeschichte zufolge war er von Rhodos mit dem Schiff nach Patara gekommen, wo er seine Reise auf einem anderen Schiff nach Phönizien fortsetzte.
Im 3. Jahrhundert n. Chr. wurde der spätere Bischof Nikolaus von Myra der Überlieferung zufolge in Patara geboren. Der im Zuge der letzten Christenverfolgungen 312 in Chalkis hingerichtete Bischof Methodius wird teilweise mit Patara in Verbindung gebracht.
Der Hafen Pataras verlandete seit der Antike langsam. Dies geschah durch kontinuierliche Sandanschwemmung des nahen, schnellfließenden Flusses Xanthos und durch die Bildung von Wanderdünen. Endgültig aufgegeben wurde der Hafen wohl im Mittelalter: Zum letzten Mal erwähnt wird Patara 1478, als Cem Sultan hier mit rhodischen Rittern zusammentraf.

## Erforschung
Reisende des späten 18. Jahrhunderts entdeckten Lykien und auch Pataras Ruinen wieder: In der Forschung gilt Graf de Choiseul-Gouffier als erster Gelehrter, der 1776 die Ruinen besucht hat.
Bedeutsam ist der Besuch Charles Texiers 1836 in Patara. Er beschrieb bereits das Theater, das Stadttor des Mettius Modestus, den „Korinthischen Tempel“ und die Tempelgräber. Seine Aufzeichnungen sind mit Stichen reich bebildert.
Systematische Ausgrabungen der Stadt begannen erst 1988 unter Leitung von Fahri Işık von der Akdeniz Üniversitesi in Antalya. Seit 2009 ist Havva İşkan Işık Grabungsleiterin. 2013 feierte die Grabung 25-jähriges Bestehen.

## Apollon-Orakel
Patara war in der Antike für sein Orakel berühmt. Herodot berichtet von einer Seherin, die nachts mit einem Gott eingeschlossen werde, wenn sich die Gottheit einfinde. Apollon als Orakel-Gottheit benennt er nicht. Der Apollon-Kult könnte zu einem späteren Zeitpunkt eine einheimische Gottheit ersetzt haben.
Dass das Orakel von Patara nicht immer sprach, geben auch Horaz und der Aeneis-Kommentator Servius an. Demnach weilte Apollon mal auf Delos, mal in Patara.
Im 1. Jahrhundert n. Chr. heißt es, das Apollon-Orakel sei einst so reich und zuverlässig wie das Orakel von Delphi gewesen. Für die römische Kaiserzeit ist neben dem Apollon-Priester ein Prophet belegt, später auch ein Archiprophet des Gottes. Reiche Lykier mussten in der Kaiserzeit den Orakelbetrieb finanziell unterstützen, um ihn aufrechtzuerhalten. Dazu gehörte auch die Renovierung eines „Prophetenhauses“ und von Bewässerungskanälen im Hain des Apollon.
Schon Horaz spricht davon, Apollon habe in Lykien Haine und den Wald der Geburt innegehabt. Von einem heiligen Hain außerhalb der Stadt Patara berichtet auch Appian. Apollon verehrte man dort zusammen mit seiner Mutter Leto und seiner Schwester Artemis. Die beiden weiblichen Mitglieder dieser sogenannten apollinischen Trias begegnen in den Inschriften jedoch deutlich seltener.

## Monumente
Schon vor den Ausgrabungen waren Ruinen des antiken Patara gut sichtbar, so etwa das Theater, die Säulenstraße, die Thermen, der sogenannte „Korinthische Tempel“, der Mettius-Modestus-Bogen, die Tempelgräber und das Lagerhaus. Systematische Untersuchungen haben bereits zu weiten Teilen oder völlig mit dem Sand der Wanderdünen bedeckte Monumente wieder zutage gefördert wie das Buleuterion oder den Leuchtturm. Infolge eines Brandes waren 1993 zahlreiche Blöcke des Stadiasmus Patarensis entdeckt worden, die in der Spätantike in der Stadtmauer als Baumaterial wiederverwendet worden waren. Zukünftig steht unter anderem die Erforschung des erst seit kurzem untersuchten antiken Stadions im Westen der Hafenbucht von Patara an.

### Spätklassische Stadtmauern
In spätklassischer Zeit befestigte man Patara, was als Zeichen für die zunehmende Bedeutung der Siedlung gesehen werden kann. Die Stadtmauern verbanden die drei Hügel Pataras: Vom Doğucasarı-Hügel verlief im Norden eine Mauerlinie hinunter zum Tepecik, im Süden führte sie bis zum Gipfel des Kurşunlutepe.

### „Korinthischer Tempel“
Er verdankt seinen modernen Behelfsnamen dem Tempelschmuck: Der Antentempel weist Kapitelle auf, die nach dem Stil der korinthischen Ordnung gestaltet sind. Welcher Gottheit der Tempel diente, lässt sich indes nicht klären: Gegen Apollon spricht, dass sein Heiligtum außerhalb der Stadtmauer liegen musste. Es wäre möglich, dass es sich um einen Tempel für den Kaiserkult handelte.
Ausgerichtet ist der Tempel zum inneren Hafen hin. Der große Türsturz war schon bei dem Besuch Charles Texiers gebrochen und soll bald renoviert werden.

### Theater
Schon in hellenistischer Zeit besaß Patara am nordöstlichen Hang des Kurşunlutepe ein Theater. Sein heutiges Aussehen geht auf grundlegende Umbauten in der 1. Hälfte des 2. Jahrhunderts n. Chr. zurück. Zwischen 1999 und 2001 war im Zuge der Grabungsarbeiten der Zuschauerraum von Flugsand bereinigt worden.
Der Zuschauerraum entstand im 2. oder 1. Jahrhundert v. Chr.; seine steinernen Sitzbänke liegen größtenteils auf dem Hang des Kurşunlutepe auf. Im östlichen Teil mussten jedoch Aufschüttungen vorgenommen werden, um das Theater am Straßenraster auszurichten. Vor den Renovierungsmaßnahmen im 2. Jahrhundert bot das Theater rund 4.400 Menschen einen Sitzplatz. Die nie vollendeten Umbauten sollten rund 1.400 zusätzliche Plätze schaffen.
Zum Abschluss kamen jedoch die Arbeiten am steinernen Bühnengebäude. An seiner Außenfassade am östlichen Eingang zum Theater befindet sich eine Stiftungsinschrift mit Informationen zu den Umbaumaßnahmen. Sie erwähnt unter anderem Sonnensegel, die die Zuschauer vor der Sonne schützen sollten und von denen vermutlich die Mastenlöcher zeugen. In diese Phase des Ausbaus gehört auch ein kleiner Tempel in der Mitte oberhalb des Zuschauerraums.

### Buleuterion
Im Süden der Stadt in der Nähe des Theaters steht das Buleuterion. Es wurde an der Wende vom 2. zum 1. Jahrhundert v. Chr. errichtet. Nach Einrichtung der Provinz Lycia unter Claudius ist der Bau erweitert worden und bot nun den rund 170 bis 250 Mitgliedern des Rates (Bule) von Patara Platz. Vermutlich diente es auch dem lykischen Bund als Versammlungsort. Nach dem großen Erdbeben, das Lykien kurz vor der Mitte des 2. Jahrhunderts n. Chr. erschütterte, waren Renovierungsmaßnahmen nötig. In der Spätantike integrierte man das Gebäude in die Stadtbefestigung.
Im Inneren des Gebäudes befindet sich ein halbrunder Zuschauerraum mit einer Bühne. Das Buleuterion ähnelt damit dem Theater. Im Zuschauerraum ist ein Sitzplatz im Zentrum baulich hervorgehoben. Er war vermutlich für den jeweiligen Vorsitzenden der Versammlungen reserviert, die im Buleuterion von Patara zusammenkamen. Die Orchestra des Buleuterions ist mit Marmor ausgelegt. Ihr Boden wird heute mithilfe von Glasplatten geschützt.
Der heutige Zustand zeigt das Buleuterion nach aufwendigen Restaurierungsmaßnahmen. Sie fanden zwischen den Jahren 2008 und 2012 statt.

### Leuchtturm
Auf der Südwestseite der antiken Hafeneinfahrt sind heute das restaurierte Podium und die unteren rund viereinhalb Meter des Leuchtturms zu sehen. Er ist in den Jahren 2004 und 2005 freigelegt worden.
Der Zugang zum Turm liegt im Westen. Eine steinerne Wendeltreppe führte nach oben.
Errichtet wurde der Leuchtturm unter Kaiser Nero durch seinen Statthalter Sextus Marcius Priscus im Jahr 64/65 n. Chr. Die monumentale Bauinschrift, deren Blöcke sich im Versturz erhalten haben, erwähnt auch den Zweck des Leuchtturms, nämlich für die Sicherheit der Seefahrenden zu sorgen. Vor dem Leuchtturm zur Hafenseite befand sich eine Statue des Statthalters Sextus Marcius Priscus, deren Basis sich erhalten hat. Ihre Inschrift erwähnt einen zweiten Leuchtturm in Patara, der bislang jedoch noch nicht lokalisiert werden konnte.

### Thermen
Im Laufe der römischen Kaiserzeit entstanden in Patara vier Badegebäude römischen Typs, deren Aufbau jeweils dem in Lykien verbreiteten Reihentypus entsprach. Der älteste Thermenbau gehört in die Regierungszeit Kaiser Neros. Das größte Badegebäude sind die sogenannten Hafenthermen mit ihren großen Panoramafenstern auf der Westseite. Bislang kaum erforscht sind die Zentralthermen am Ostrand der Säulenstraße. Die einzige westlich des römischen Stadtzentrums gelegene Therme ist das sogenannte Kleine Bad. Im Mittelalter baute man darüber hinaus in Patara ein Bad nördlich des „Korinthischen“ Tempels.

### Mettius-Modestus-Bogen
Im Norden der Stadt befindet sich ein Stadttor, das in der Forschung üblicherweise nach dem römischen Statthalter Mettius Modestus benannt wird. Er amtierte unter Trajan als Statthalter der Doppelprovinz Lycia et Pamphylia. Inschriften an Konsolen auf der Vorder- und Rückseite des Bogens nennen ihn und weitere Familienangehörige. Sie können nachträglich angebracht worden sein; der Bogen selbst kann durchaus schon früher entstanden sein.
Das Volk von Patara ist der Bauinschrift zufolge Errichter des Bogens. Es handelt sich um ein Monument mit drei Durchgängen. Oberhalb des mittleren Durchgangs befindet sich eine quadratische Öffnung.

### Lagerhaus
Auf der Westseite der Hafenbucht befinden sich noch heute die gut erhaltenen Ruinen eines riesigen Lagerhauses (horreum). Seine Inschrift nennt Kaiser Hadrian als Bauherrn. Möglicherweise diente es als Zwischenspeicher für Getreide oder als Lager für lokale lykische Waren.

## Bildergalerie

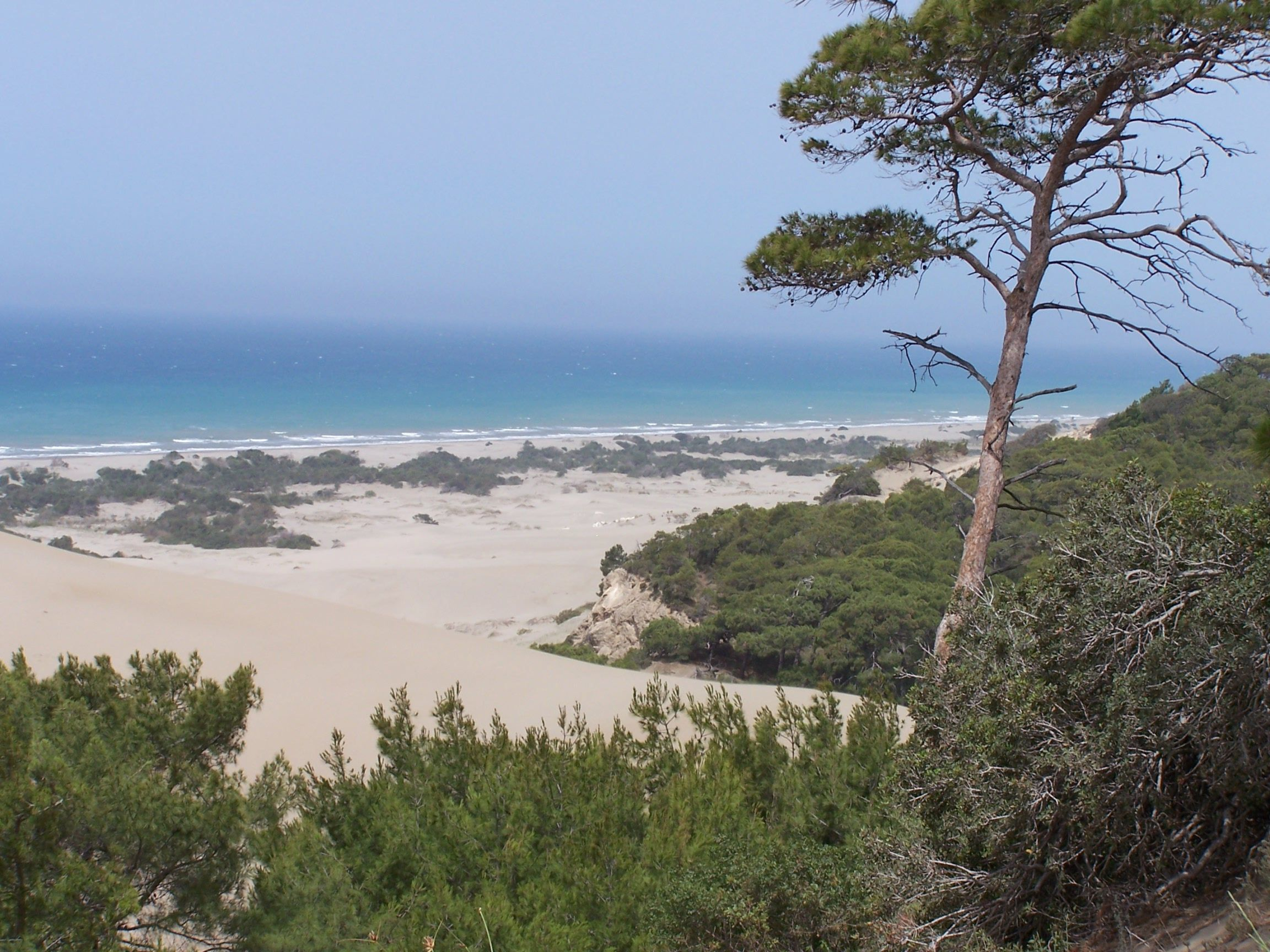
Die moderne Küstenlinie am Strand von Patara
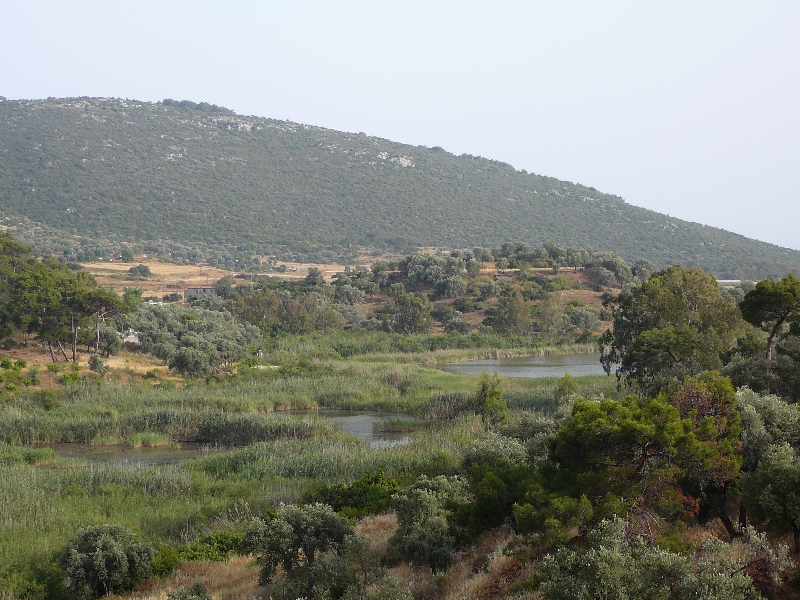
Die versumpfte Hafenbucht
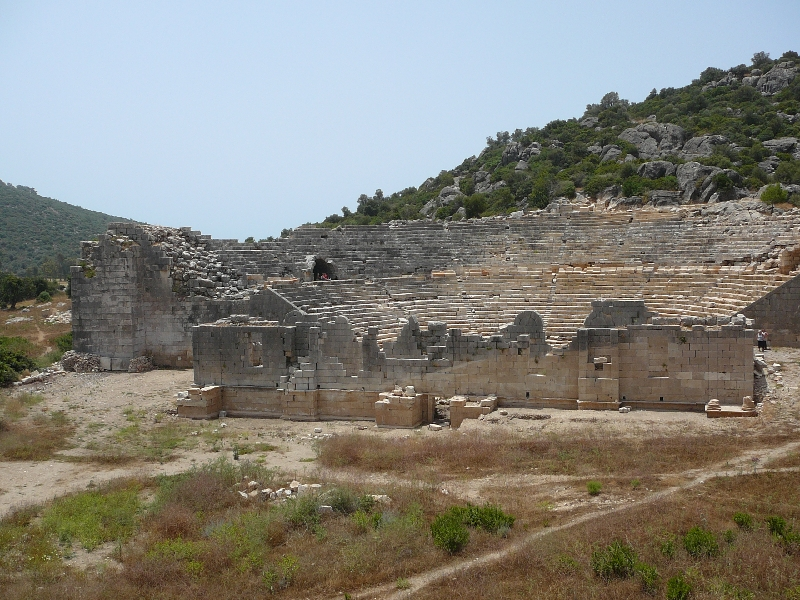
Blick über das Bühnengebäude in den Zuschauerraum des Theaters von Patara
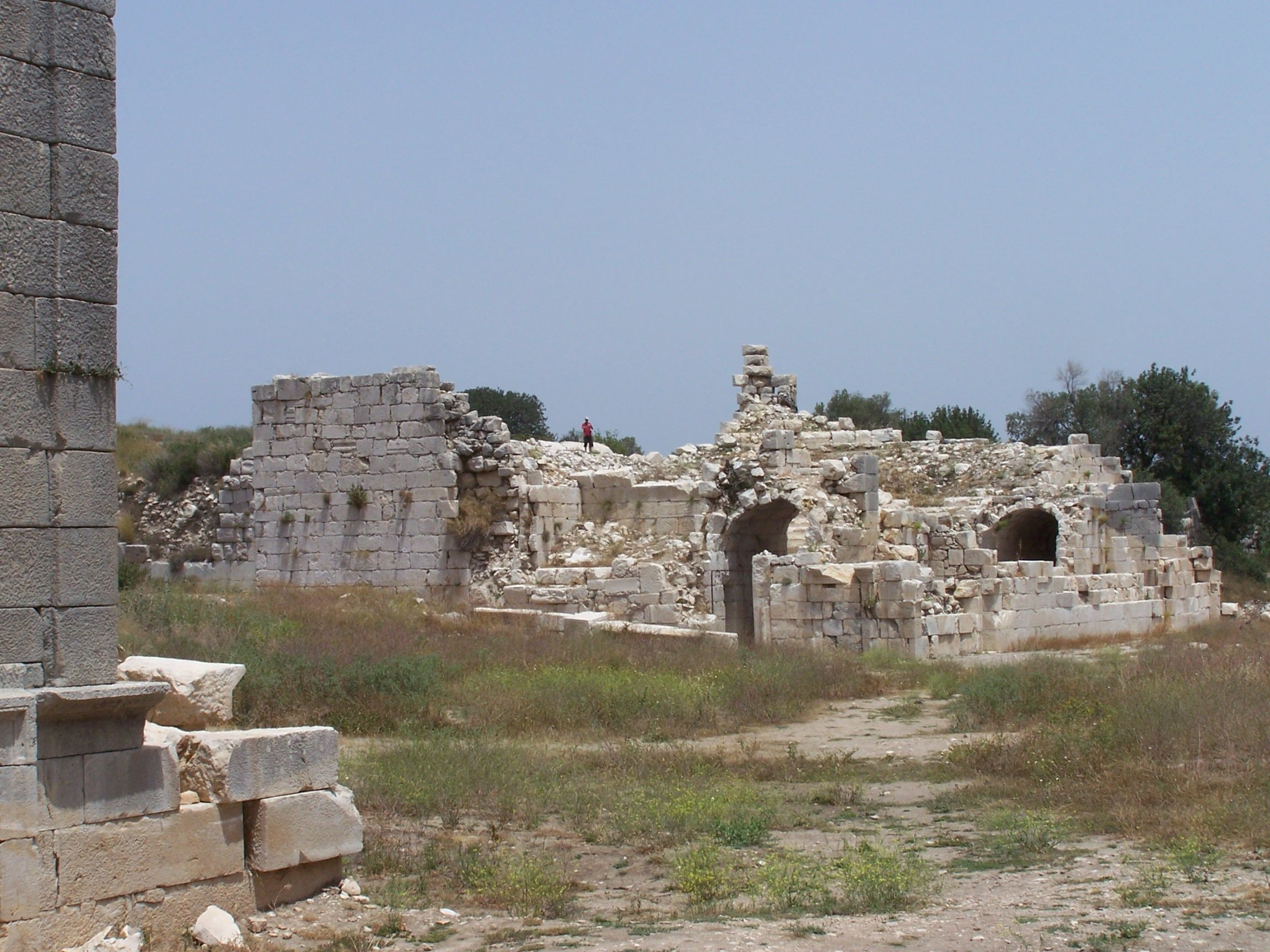
Das Buleuterion nach der Ausgrabung und vor der Restaurierung
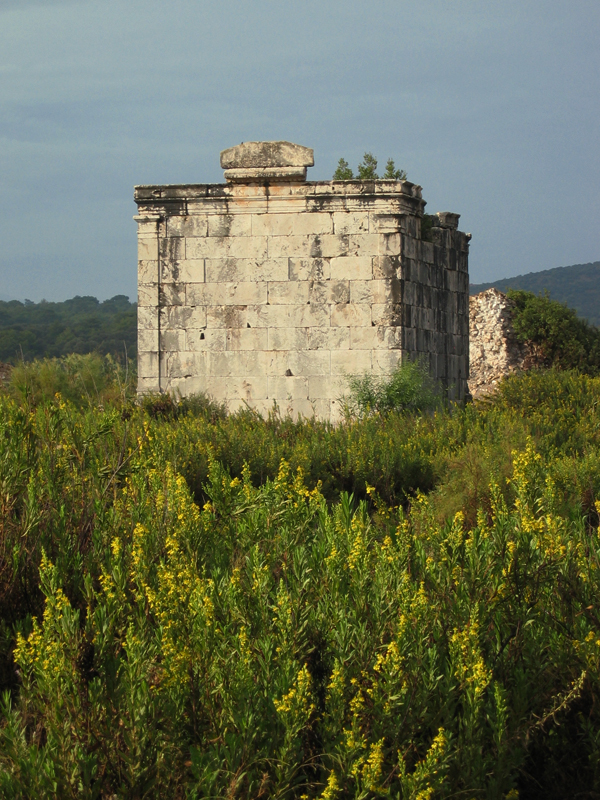
Rückwand des sogenannten „Korinthischen Tempels“
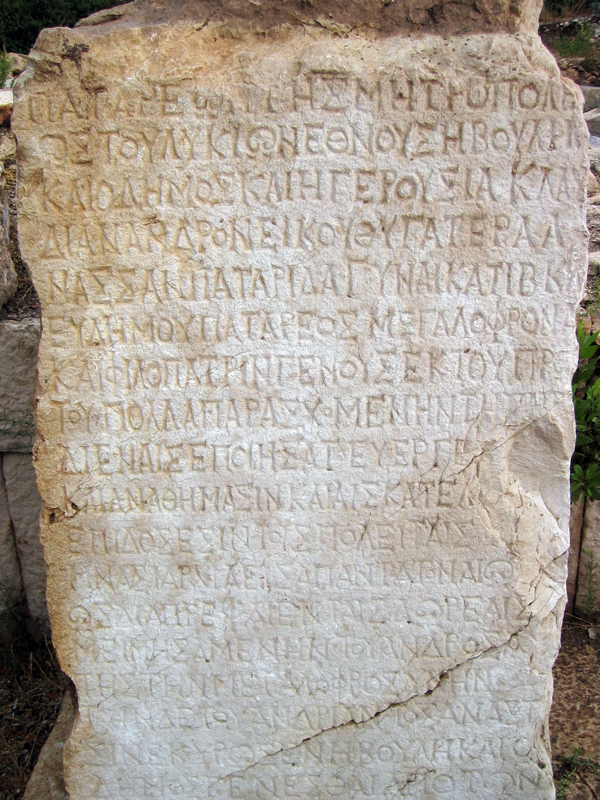
Inschrift auf einer Ehrenbasis im Auftrag von Bule, Demos und Gerusie von Patara, Metropolis des lykischen Bundes
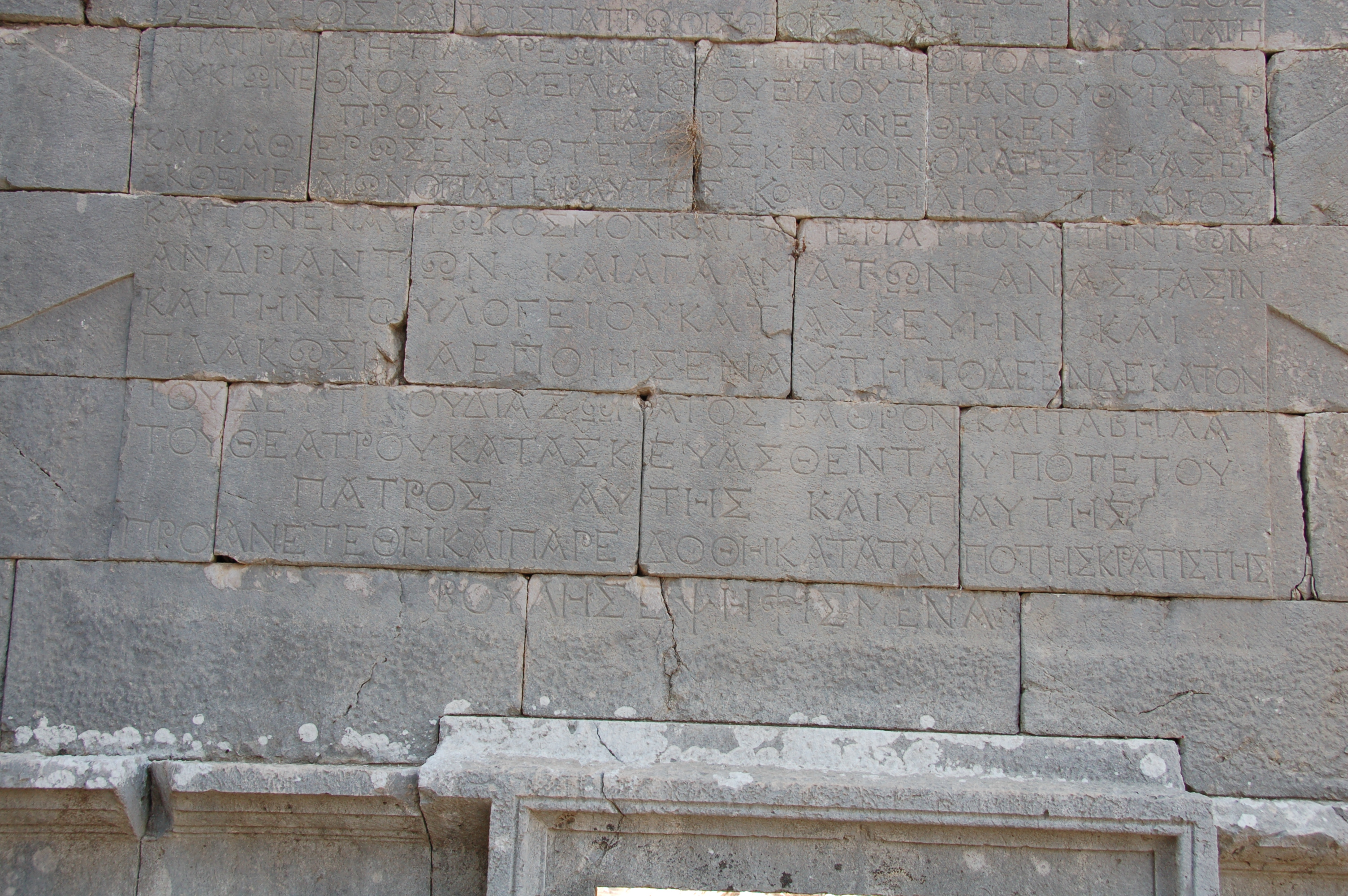
Inschrift am Theater von Patara